# 普耶什蒂鄉 (瓦斯盧伊縣)
普耶什蒂鄉（羅馬尼亞語：Comuna Puiești, Vaslui），是羅馬尼亞的鄉份，位於該國東北部，由瓦斯盧伊縣負責管轄，面積120平方公里，海拔高度181米，2007年人口4,911，人口密度每平方公里41人。